# Joop Landré

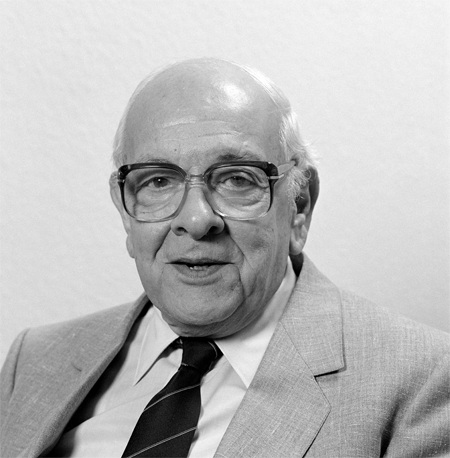
Joop Landré in 1984

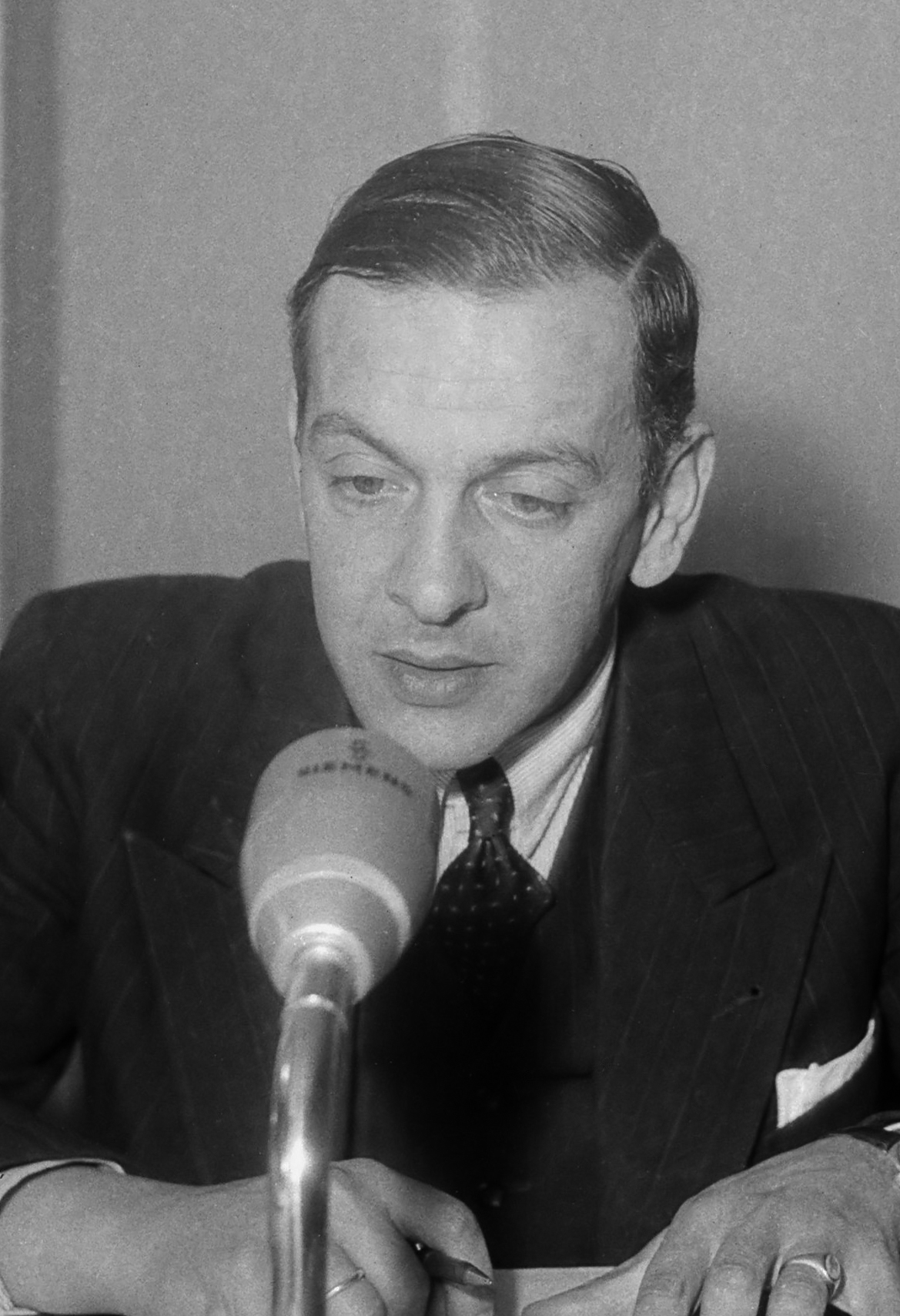
Joop Landré, als Fox van Radio Herrijzend Nederland (1945)

Johannes Mari (Joop) Landré (Rotterdam, 25 december 1909 - Uithoorn, 20 maart 1997) was een Nederlands omroepman. Hij is het meest bekend geworden als directeur van de TROS.
Hij kwam uit een artistiek gezin: zijn vader Willem was een bekend componist en ook zijn broer Guillaume werd componist. Ook kreeg hij in zijn jeugd bokslessen van Bep van Klaveren. Landré studeerde rechten en werd in 1934 redacteur van De Telegraaf. Drie jaar later ging hij werken op de reclame-afdeling van Philips, waarvan hij later perschef werd.
Na de bevrijding van Eindhoven werd Landré chef van de nieuwsdienst van Radio Herrijzend Nederland. Hij hield emotionele propagandapraatjes onder het pseudoniem The Fox. In 1945 werd hij directeur van de Regerings Voorlichtings Dienst, de voorloper van de Rijksvoorlichtingsdienst. Later was hij directeur van Polygoon en filmproducent. De laatste film die hij produceerde was 10.32 in 1966.
In 1964 begonnen commerciële televisie-uitzendingen vanaf het REM-eiland, een initiatief van o.a. de scheepsbouwer Cornelis Verolme. Landré was daarbij betrokken als adviseur. Toen de anti-REM-wet daar een einde aan maakte, werd de TROS opgericht, waarvan Landré directeur werd. Hij toonde zich opnieuw een groot propagandist, die met succes de underdog-positie van zijn omroep gebruikte om sympathie en nieuwe leden te werven. Vaak citeerde hij daarbij het TROS-kuiken Calimero: "Zij zijn groot en ik is klein, en 't is niet eerlijk."
Joop Landré ging in 1974 met pensioen. Daarna kreeg hij zijn eigen radioprogramma, De duvel is oud. Op 10 maart 1997 presenteerde hij de laatste uitzending. Tien dagen later overleed hij, op 87-jarige leeftijd.
In 1981 werd hij benoemd tot Officier in de Orde van Oranje-Nassau. Joop Landré is vader van acteur Lou Landré en Fieke Landré.

## Filmografie (als producent)
- 1960 - Makkers staakt uw wild geraas
- 1961 - Het mes
- 1962 - Rififi in Amsterdam
- 1963 - De vergeten medeminnaar
- 1966 - 10.32

## Publicaties
- Joop Landré: Joop Landre vertelt. Een anekdotische autobiografie. Cadier en Keer, Uitgeverij 60+, 1994. ISBN 9789073171053
- Joop Landré - Vader van de TROS, Uitgeverij Mokumbooks, 2023, ISBN 9789087780272

- Biografisch Portaal: 84078091
- Digitale Bibliotheek voor de Nederlandse Letteren: land072
- International Standard Name Identifier: 0000 0003 9360 0613
- Nederlandse Thesaurus van Auteursnamen: 12235821X
- Virtual International Authority File: 287890964
- WorldCat: E39PBJtxfrCJWfR4JbBPdtCbBP